# 三貂嶺隧道
三貂嶺隧道，臺灣的鐵路隧道，位於臺灣鐵路管理局宜蘭線三貂嶺車站至牡丹車站間，因貫穿加里山山脈的三貂嶺山地而得名，全長2,076公尺。

## 沿革

### 第一代隧道
臺灣鐵路管理局東部幹線宜蘭線於日治時期1917年興建，工程分別從路線的南（蘇澳）、北（八堵）兩端向中間施築，其中猴硐往南經三貂嶺驛、武丹坑驛（今牡丹站）的鐵路須越過基隆河與三貂嶺山，工程由臺灣總督府鐵道部工務課瑞芳建設事務所於1919年春夏動工，大倉組承包工程，工事包括新建第三基隆河橋與開挖第一代隧道，均為單線鐵路淨空。
第一代隧道（包含三瓜子隧道）完工後，於1922年9月21日隨著三貂嶺驛至武丹坑驛（今牡丹站北上方向約0.64公里處）路段通車而啟用、直到1985年6月21日第二代隧道通車後才停用廢棄，2019年5月登錄為新北市歷史建築，2022年7月3日轉型為自行車道。

### 第二代隧道（現役）
單線的第一代隧道通車後，肩負了60餘年臺北宜蘭間的交通重任。到了1979年北迴線鐵路通車前，臺灣鐵路管理局已經體認到宜蘭線必將成為銜接縱貫線及北迴線的重要幹線鐵路，如果不適時將宜蘭線擴建為雙線鐵路，那麼，宜蘭線的運量將達到飽和，無法因應未來更高的運輸需求。於是，臺鐵局提出「宜蘭線鐵路擴建工程」計劃，由臺灣省政府函報中華民國行政院並於1979年12月獲同意實施。

#### 動工與通車
三貂嶺＝牡丹間新的雙線鐵路第二代三貂嶺隧道，建於第一代隧道南側，1982年6月9日開工，大堯營造有限公司承包，先由底設導坑開挖，地質屬於新近紀粉砂岩與頁岩，岩性鬆脫，開挖艱難，曾遭遇積水不退與抽心坍方災害，工程受阻，甚至有工寮於某次災變中下陷淹沒，所幸無人傷亡。
後經施工單位努力，三貂嶺隧道終在1984年1月30日19時30分貫通，並在同年2月20日17時於隧道南口（雙溪側洞口）外工務所前舉行「宜蘭線第七號隧道貫通典禮」，由台鐵局宜蘭線鐵路擴建工程處處長鍾定祥、台鐵局副總工程司林化農聯合主持按鈕儀式，並邀請花蓮縣玉里地區原住民舞蹈表演。
三貂嶺隧道貫通後，於隔年（1985年）6月21日連同三貂嶺車站＝牡丹車站區間雙軌化通車而啟用。

#### 電氣化
宜蘭線電氣化工程自1991年7月1日開工。2000年5月2日，包含三貂嶺隧道在內的八堵～羅東間率先完工，5月3日正式通車，該工程包括更換預力混凝土枕木。

#### 水災
2001年9月17日，納莉颱風挾帶豪雨來襲，導致基隆河洪水溢出河岸，自三貂嶺隧道北口灌入。由於本隧道北口（三貂嶺側）的海拔高度比南口（雙溪側）高，復以隧道北口水匣門未發揮作用，導致洪水與土石順著隧道往牡丹車站及臺北縣雙溪鄉漫流，不僅鐵路中斷，也造成雙溪鄉淹水。而水退之後，隧道內還卡著大量樹枝與泥土。
水災除了中斷本隧道與第三基隆河橋以外，也重創了宜蘭線八堵～福隆路段，故此期間台北至福隆間，暫以基隆客運接駁，直到9月29日宜蘭線才恢復全線暢通。

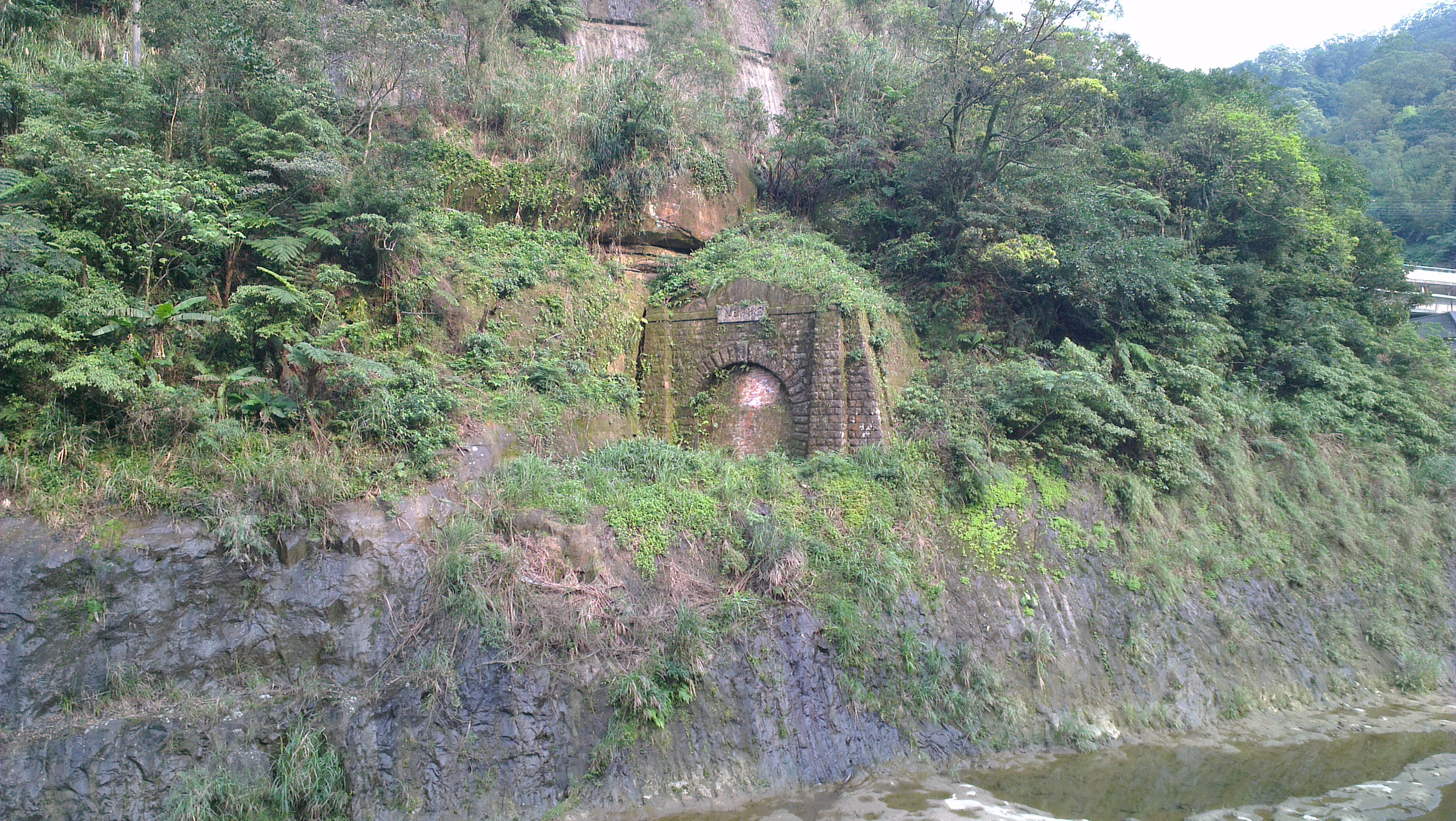
第一代三貂嶺隧道（含三瓜子隧道）（三貂嶺站南側）。
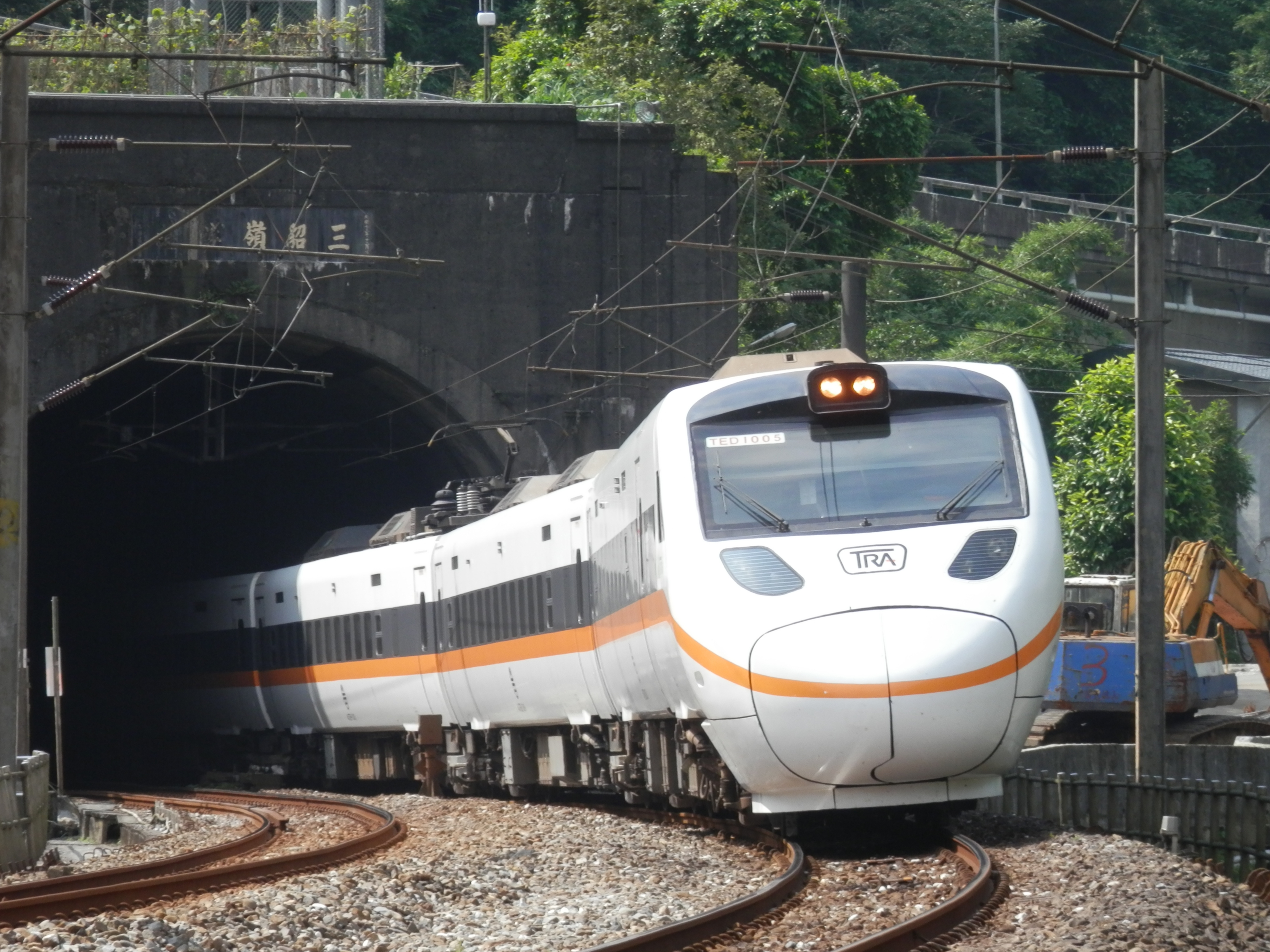
1985年通車的第二代三貂嶺隧道。

## 外部連結
- 三貂嶺生態友善隧道 - 新北市觀光旅遊網 （页面存档备份，存于）